# James Fitzgerald: A Painter's Journey
James Fitzgerald: A Painter's Journey è un documentario del 1997 diretto da Frederick Lewis e basato sulla vita del pittore statunitense James Fitzgerald.

## Riconoscimenti
- National Educational Media Network 1999: Mela d'Argento (Frederick Lewis)